# Claudio Gora
Claudio Gora (eigentlich Emilio Giordana, * 27. Juli 1913 in Genua; † 13. März 1998 in Rom) war ein italienischer Schauspieler und Regisseur.

## Leben
Gora, Sohn eines im Ersten Weltkrieg mit einer Medaille ausgezeichneten Armeeoffiziers, studierte zunächst Rechtswissenschaften; bereits während des Studiums war er jedoch häufiger Besucher des „Cineguf“ – landesweit verbreitete Filmclubs – in seiner Gegend. Nach ersten eigenen Erfahrungen als Schauspieler, die allerdings unbedeutend blieben, zog Gora nach Rom, wo er ab 1937 schnell kleine Rollen in Filmen von Guido Brignone und Gennaro Righelli spielen konnte.
Vor allem nach dem Zweiten Weltkrieg wurde er zu einer festen Größe in zahlreichen, auch künstlerisch bemerkenswerten, Filmen; 1949 feierte er daneben sein Theaterdebüt in Oscar Wildes Das Bildnis des Dorian Gray und den Einstand als Filmregisseur. Bis zu seinem Tod spielte er in rund 130 Filmen und inszenierte neun teilweise selbst geskriptete, die aber keine nennenswerten Erfolge erzielen konnten.
Auf der Bühne waren Goras bemerkenswerteste Stationen eine Inszenierung des Bildnis des Dorian Gray direkt nach dem Kriege und Spielzeiten mit Elena Zareschi 1954/1955 sowie drei Jahre darauf. 1956 gehörte er zum Ensemble des „Teatro Regionale Emiliano“ und 1959 zum „Teatro d'Arte Italiano“. Neben Radioarbeiten fand er auch im Fernsehen einen großen Wirkungskreis, wobei er anspruchsvolle Fernsehfilme wie Komödien und Theateradaptionen bespielte und in den 1980er Jahren seine dortigen Auftritte intensivierte.
Gora war seit 1944 mit der Schauspielerin Marina Berti verheiratet und wurde Vater dreier Kinder. Andrea, Carlo und Cristina Giordana wurden ebenfalls Schauspieler. Gora, der auf einem Weingut nahe Rom lebte, benutzte auch das Pseudonym Emil Jordan, eine anglisierte Form seines bürgerlichen Namens. Im Alter von 84 Jahren erlag er einem Herzleiden.

## Filmografie (Auswahl)
- 1948: Die Kartause von Parma (La Chartreuse de Parme)
- 1951: Die Lust des Bösen (Febbre di vivere)
- 1957: Helena, die Kurtisane von Athen (Aphrodite, déesse de l'amour)
- 1958: Drei Ausländerinnen in Rom (Tre straniere a Roma)
- 1959: Unter glatter Haut (Un maledetto imbroglio)
- 1960: Adua und ihre Gefährtinnen (Adue e le compagne)
- 1960: Liebesnächte in Rom (Un amore a Roma)
- 1960: Paris – Stadt der Versuchung (Le Pave de Paris)
- 1960: Süße Begierde (I dolci inganni)
- 1960: Der Weg zurück (Tutti a casa)
- 1961: Blumen für die Angeklagte (A porte chiuse)
- 1961: Das Leben ist schwer (Una vita difficile)
- 1961: Das Spukschloß in der Via Veneto (Fantasmi a Roma)
- 1962: Die Puppe (La Poupée)
- 1962: Der Sohn des Spartakus (Il figlio di Spartacus)
- 1962: Verliebt in scharfe Kurven (Il sorpasso)
- 1963: Cover Girls – die ganz teuren Mädchen (Cover girls)
- 1963: Geheimagentin in Gibraltar (Gibraltar)
- 1964: Volles Herz und leere Taschen (…e la donna creò l'uomo)
- 1964: Destination Miami (Appuntamento a Dallas)
- 1964: Monsieur
- 1964: Die Todesstrahlen des Dr. Mabuse
- 1966: Ein Engel für den Teufel (Un angelo per Satana)
- 1966: Der Lord mit der MP (Le Saint prend l’affût)
- 1966: Die Trampler (Gli uomini dal passo pesante)
- 1967: Die Grausamen (I crudeli)
- 1967: John il bastardo
- 1967: Das Superding (Per piacere, no sparate col cannone)
- 1968: Gefahr: Diabolik! (Diabolik)
- 1968: Toujours l'Amour – Immer die Liebe (L'età del malessere)
- 1969: Die fünf Gefürchteten (Un esercito di cinque uomini)
- 1969: Il Nero – Haß war sein Gebet (L'odio è il mio Dio) (auch Regie und Drehbuch)
- 1970: Der Kurier des Zaren (Strogoff)
- 1971: Der Clan, der seine Feinde lebendig einmauert (Confessione di un commissario di polizia al procuratore della repubblica)
- 1972: Das Rätsel des silbernen Halbmonds (Sette orchidee macchiate di rosso)
- 1973: Der unerbittliche Vollstrecker (La polizia sta a guardare)
- 1973: Die weiße Mafia (Bisturi la mafia bianca)
- 1974: Warum mußte Staatsanwalt Traini sterben? (Perché si uccide un magistrato?)
- 1975: Die Sonntagsfrau (La donna della domenica)
- 1975: Sondertribunal – Jeder kämpft für sich allein (Section spéciale)
- 1975: Werkzeug der Mächtigen (Gente di rispetto)
- 1975: Das Netz
- 1976: Vier Fäuste – Hart wie Diamanten (Il vangelo secondo Simone e Matteo)
- 1977: A Man Called Magnum (Napoli si ribella)
- 1977: Der Tollwütige (La belva col mitra)
- 1980: Omar Mukhtar – Löwe der Wüste (Omar Mukhtar – Lion of the Desert)
- 1982: Amok – Aufruhr in Afrika (Amok)